# Феърчайлд A-10 Тъндърболт II
„Феърчайлд A-10 Тъндърболт II“ (на английски: Fairchild Republic A-10 Thunderbolt II) е едноместен реактивен щурмови самолет от Съединените американски щати.
Разработен е от „Феърчайлд Рипъблик“ в началото на 1970-те години. Предназначен е за осигуряване на близка въздушна подкрепа на сухопътните сили чрез нападения на танкове, други бронирани машини и други наземни цели с ограничени противовъздушни възможности.
Това е първият самолет на Военновъздушните сили на САЩ, проектиран специално за близка въздушна подкрепа.
|  | Уикипедия разполага с Портал:Авиация |